# Ugo Dighero
Ugo Dighero (Genova, 4 ottobre 1959) è un comico e attore italiano.

## Biografia
È stato scout nei primi anni settanta nel gruppo ASCI Genova 10 nel quartiere San Martino. Si forma a partire dal 1979 alla scuola di recitazione del Teatro Stabile di Genova, presso la quale si diploma nel 1982. Inizia così una lunga stagione teatrale, in primis assieme al Gruppo della Rocca, poi sia per conto della Scuola, sia per la compagnia teatrale Oltre L'Immagine, fondata insieme a Mario Jorio nel 1980 e operante fino al 1985. A partire dal 1986 e fino al 1997 lavora con la compagnia del Teatro dell'Archivolto, ottenendo grande successo di critica per l'opera Angeli e soli... siam venuti su dal niente....
Negli stessi anni fonda con Maurizio Crozza il gruppo comico dei Broncoviz, con cui nel 1989 firma popolari parodie di film trasmesse dal programma radiofonico Axillo. Nel 1991 debutta in televisione su Rai 3 nella trasmissione Avanzi, alla quale partecipa fino al 1993 proponendo sketch comici assieme agli stessi Broncoviz. Con il gruppo lavora anche nella trasmissione Tunnel nel 1994, anno in cui è nel cast del film Peggio di così si muore, sceneggiato da Dighero e da Marcello Cesena. Nel 1996 scrive e recita, in TV, sempre con i Broncoviz in Hollywood Party, trasmissione parodistica sul cinema.
La notorietà al grande pubblico aumenta nel 1998 quando entra nel cast della trasmissione televisiva Mai dire Gol, condotta dalla Gialappa's Band, dove interpreta celebri personaggi. Inoltre, contemporaneamente a questa esperienza nel noto programma di Mediaset, Dighero è presente anche sulla Rai. Tra il 1998 e il 1999 infatti va in onda la serie televisiva Un medico in famiglia, fiction di successo alla quale sarà sempre riconoscente, in cui interpreta il personaggio Giulio, componente del cast principale. Con la Gialappa's rimane anche nel 1999, partecipando a Mai dire Maik e recitando nell'unico film scritto e diretto dal trio comico, Tutti gli uomini del deficiente. Nello stesso anno debutta come regista di spettacoli teatrali nell'opera Non ve lo do per mille, il cui seguito esce nel 2000 con il titolo Non ve lo do per mille 2: la vendetta!!. Nel 2000 rientra nel cast di Mai dire Gol, in coppia con l'amico Maurizio Crozza.
Nel 2001 interpreta il ruolo di Pino Puglisi nella fiction di Rai 1 Brancaccio, e partecipa alle fiction Sarò il tuo giudice e Padri, sempre per Rai 1. Su Radio 2 partecipa al programma Atlantis. Nel 2002 è nel cast della trasmissione Assolo, su LA7. Negli stessi anni recita nei film 500! e Quore e intraprende una fitta carriera televisiva, essendo nel cast di fiction di successo come Grandi domani (2004), R.I.S. - Delitti imperfetti e A voce alta (2006). Nel 2009 rientra nel cast di Un medico in famiglia (sesta stagione) nel ruolo dello zio Giulio Pittaluga. Rimarrà nel cast della fiction fino all'ottava stagione. Tra la fine del 2009 e il 2010 lavora a teatro in collaborazione con la Banda Osiris, esibendosi in diverse città italiane. Nel 2013 partecipa al talent show, La terra dei cuochi su Rai 1. In seguito è nel cast de Il tredicesimo apostolo su Canale 5 (2013) e Grand Hotel su Rai 1 (2015).
Nel 2017 torna nella compagnia del Teatro dell'Archivolto con Momenti di trascurabile in/felicità, in coppia con Maurizio Lastrico.

## Filmografia

### Cinema
- Peggio di così si muore, regia di Marcello Cesena (1995)
- Tutti gli uomini del deficiente, regia di Paolo Costella (1999)
- 500!, regia di Giovanni Robbiano, Lorenzo Vignolo e Matteo Zingirian (2001)
- Quore, regia di Federica Pontremoli (2002)
- Amo la tempesta, regia di Maurizio Losi (2017)
- Criminali si diventa, regia di Luca Trovellesi Cesana e Alessandro Tarabelli (2021)

### Televisione
- Un medico in famiglia – serie TV (1998-2000; 2009-2013)
- Brancaccio, regia di Gianfranco Albano – miniserie televisiva (2001)
- Sarò il tuo Giudice – serie TV (2001)
- Padri, regia di Riccardo Donna – miniserie TV (2002)
- Assolo (2002)
- Rosafuria – film TV (2002)
- Casa famiglia 2 – serie TV (2003)
- Grandi domani – serie TV (2005)
- R.I.S. - Delitti imperfetti – serie TV (2005-2009)
- La buona battaglia - Don Pietro Pappagallo, regia di Gianfranco Albano – miniserie TV (2006)
- Non avere paura - Un'amicizia con Papa Wojtyla, regia di Andrea Porporato – film TV (2014)
- Camera Café – sitcom (2005; 2017)
- A voce alta, regia di Vincenzo Verdecchi – miniserie TV (2006)[14]
- Intelligence - Servizi & segreti – serie TV (2009) - cameo
- Rossella – serie TV (2011)
- Il tredicesimo apostolo - La rivelazione – serie TV, episodio 2x06 (2014)
- Grand Hotel, regia di Luca Ribuoli – miniserie TV (2015)
- Liberi tutti – serie TV (2019)
- I bastardi di Pizzofalcone – serie TV, episodio 3x01 (2021)
- Blanca – serie TV (2021-in produzione)

## Teatro

### Con il Teatro Stabile di Genova
- Donne attente alle donne di Thomas Middleton, regia di Terry Hands (1981-1982)
- I due gemelli rivali di Farquhar, regia di Marco Sciaccaluga (1981-1982)
- Rosales di Mario Luzi, regia di Orazio Costa (1982-1983)
- E lei per conquistar si sottomette di Oliver Goldsmith, regia di Marco Sciaccaluga (1982-1983)

### Con Oltre L'Immagine
- Il Libertino, dal Diario del seduttore di Kierkegaard, regia di M. Jorio
- Il praticabile dei folli ovvero un Amleto di traverso, da Amleto di Jules Laforgue, regia di M. Jorio
- Ma tu la guardi troppo, da Salomè di Oscar Wilde, regia di M. Jorio
- Che ci sta a fare qui una porta, da brani drammaturgici e letterari di Samuel Beckett, regia di M. Jorio (presentato alla Biennale di Venezia)
- TeleCasimiro di e con Ugo Dighero

### Con il Teatro dell'Archivolto di Genova
- Gli accidenti di Costantinopoli di Gallione-Repetti, regia di Giorgio Gallione (stagione 1986)
- Il Malloppo di Joe Orton, regia di Giorgio Gallione (1987-1988)
- Gli strangolatori di ernie di Giorgio Gallione (1987-1988)
- L'incerto palcoscenico di Giorgio Gallione (1988-1989)
- Ritorno al pulito di Maurizio Crozza e Ugo Dighero (stagione 1987-1988)
- Angeli e soli...siam venuti su dal niente..., da Italo Calvino di Giorgio Gallione (stagione 1989-1990 (vince il Biglietto d'oro AGIS per il teatro)
- Bar Biturico di Giorgio Gallione (1990-1991)
- Tango del calcio di rigore di Giorgio Gallione (1991-1992)
- Il bar sotto al mare di Stefano Benni, regia di Giorgio Gallione (1992-1993)
- Amlieto, il principe non si sposa di Stefano Benni, regia di Giorgio Gallione (1995-1996)
- Cuore di comico, regia di Giorgio Gallione (1996-1997)
- Passioni di Stefano Benni, regia di Giorgio Gallione (1999-2000)
- La storia di One hand Jack di Stefano Benni, regia di Giorgio Gallione (2001)
- Navigo solo di Cristoforo Gorno (2002)
- C'era una volta un re... ma morì di Ugo Dighero, Marco Melloni (2003)
- Il mistero del finto cantante di Andrea Camilleri[15], regia di Rocco Mortelliti (2003)
- L'apparenza inganna di Francis Weber, regia di Nora Venturini, con Neri Marcorè[16] (2003-2004)

### Altri lavori teatrali
- Ditelo ai pompieri (2008)[17]
- Italiani, Italieni, Italioti, con la partecipazione della Banda Osiris[1] (2009)

## Programmi TV
- Avanzi (1991-1992 e 1992-1993)
- Tunnel (1993-1994)
- Hollywood Party – anche autore (1996)
- Mai dire Gol – anche autore (1998-2001)
- Mai dire Maik – anche autore (2000)

## Radio
- Axillo (1989)[18]
- Fuga dai mondiali (1998)[18]
- Atlantis (2002)